# Escudo Whipple

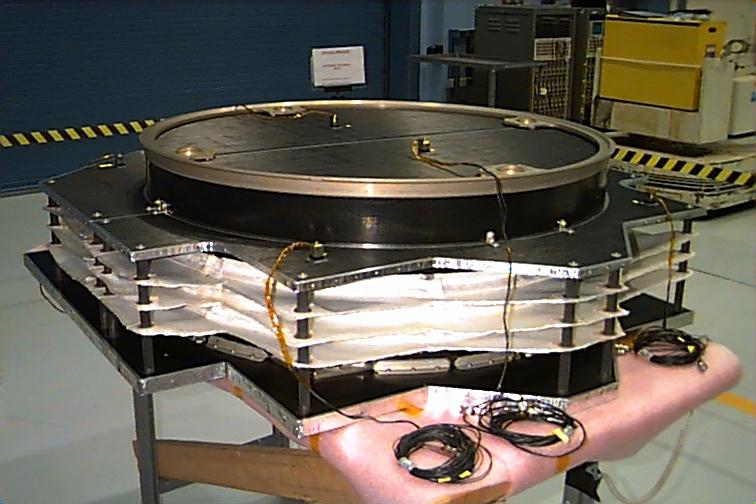
Escudo Whipple utilizado en la sonda espacial Stardust de la NASA

El escudo Whipple o parachoques Whipple, inventado por Fred Lawrence Whipple, es un tipo de escudo contra impactos a velocidades extremadamente altas, utilizado para proteger naves espaciales tripuladas y no tripuladas de las colisiones con micrometeoroides y basura espacial, cuyas velocidades generalmente oscilan entre 3 y 18 km/s.

## Funcionamiento
En contraste con el blindaje monolítico de las primeras naves espaciales, los escudos de Whipple consisten en una placa exterior relativamente delgada, separada a cierta distancia de la pared principal de la nave espacial. No se espera que detenga la partícula entrante o incluso elimine gran parte de su energía, sino lo que se busca es que la rompa y la disperse, dividiendo la energía de la partícula original entre muchos fragmentos que se dispersan entre el escudo y la pared. La energía de la partícula original se extiende más finamente sobre un área de pared más grande, que es más probable que soporte el impacto sin daños apreciables. Una analogía directa es que se necesita un chaleco antibalas más ligero para detener los perdigones de un cartucho de escopeta que una sola bala de fusil con la misma masa y energía cinética totales. Aunque el escudo de Whipple contribuye a reducir la masa total de las naves espaciales (lo que siempre es deseable en vuelos espaciales), el volumen adicional puede requerir un contenedor más grande.
Hay distintas variantes del escudo de Whipple simple. Los escudos multi-impacto, como el que se usó en la nave espacial Stardust, utiliza múltiples capas espaciadas entre sí para aumentar la capacidad del escudo para proteger la nave espacial. Los escudos de Whipple que tienen un relleno entre las capas rígidas del escudo se llaman escudos de Whipple rellenos. El relleno de estos escudos suele ser un material de alta resistencia como kevlar o fibra alúmina de Nextel. El tipo de escudo, el material, el espesor y la distancia entre las capas se varían para producir un escudo con una masa mínima que a la vez reduzca al mínimo la probabilidad de penetración. Tan solo en la Estación Espacial Internacional se utilizaron más de 100 configuraciones de pantalla, disponiendo las áreas de mayor riesgo con mejor protección.